# Jens Sønderup
Jens Sønderup (2. februar 1894 på Sønderupgård i Nørre Vium – 22. marts 1978 smst) var dansk politiker og minister, der repræsenterede Venstre.
Han var søn af Svend Sønderup (født Sønderup Madsen) og Mette Marie Rahbek f. Sørensen og voksede op på Sønderupgård i Nørre Vium. I 1930 blev han bestyrer af gården, som han overtog i 1941. Han blev i 1942 gift med Anna f. Jensen. De fik ingen børn.
Sønderup sad i Folketinget for Skjernkredsen 1935-1960. I 1947 blev han arbejds- og socialminister i Regeringen Knud Kristensen, og i Regeringen Erik Eriksen var han kirkeminister 1950-1951 og landbrugsminister 1951-1953, og han var således medunderskriver af grundloven af 1953.

Jens Sønderup er ophavsmand til udtrykket røde lejesvende, som han brugte i februar 1968: 
| Citat | Skal regeringen Baunsgaard dolkes og ødelægges af fjernsynets røde lejesvende? | Citat |
|       |                                                                                |       |

 Han skrev det om tv-journalisterne Ole Andreasen, Lasse Budtz, Helge Lorenzen og Jakob Nielsen i læserbreve. Dansk Journalistforbund anlagde på vegne af journalisterne sag om ærekrænkelse. Jens Sønderup tabte sagen og måtte betale modpartens sagsomkostninger.
 
Jens Sønderup var Kommandør af Dannebrogordenen og modtog den svenske Nordstjerneorden. Der er sat en mindesten i Kongenshus Mindepark og yderligere en i Skjern Anlæg. Den sidstnævnte har indskriften "Jens Sønderup, minister, Skjernkredsens folketingsmand 1935 – 1960/Som dybest brønd/gir klarest vand/Skjernkredsens venstre rejste i taknemlighed dette minde 1977." 
Efter Jens Sønderups død i 1978 solgte Anna Sønderup gården til gdr. Ole Arnbak og flyttede til Videbæk, hvor hun døde 1992.